# Alvaiázere
Alvaiázere (aɫvɐi'azɨɾɨ) è un comune portoghese di 8 438 abitanti situato nel distretto di Leiria.

## Società

### Evoluzione demografica
| Popolazione di Alvaiázere (1801 – 2004) | Popolazione di Alvaiázere (1801 – 2004) | Popolazione di Alvaiázere (1801 – 2004) | Popolazione di Alvaiázere (1801 – 2004) | Popolazione di Alvaiázere (1801 – 2004) | Popolazione di Alvaiázere (1801 – 2004) | Popolazione di Alvaiázere (1801 – 2004) | Popolazione di Alvaiázere (1801 – 2004) | Popolazione di Alvaiázere (1801 – 2004) |
| --------------------------------------- | --------------------------------------- | --------------------------------------- | --------------------------------------- | --------------------------------------- | --------------------------------------- | --------------------------------------- | --------------------------------------- | --------------------------------------- |
| 1801                                    | 1849                                    | 1900                                    | 1930                                    | 1960                                    | 1981                                    | 1991                                    | 2001                                    | 2004                                    |
| 3477                                    | 6426                                    | 11936                                   | 12870                                   | 13583                                   | 10510                                   | 9306                                    | 8438                                    | 8112                                    |

## Freguesias
- Almoster
- Alvaiázere
- Maçãs de Caminho
- Maçãs de Dona Maria
- Pelmá
- Pussos
- Rego da Murta